# Скуола Гранде-ди-Сан-Фантин
Скуола Гранде-ди-Сан-Фантин или Скуола-ди-Сан-Джироламо (итал. Scuola Grande di San Fantin o Scuola di San Girolamo) — одна из шести венецианских больших скуол (благотворительных организаций мирян при монашеских братствах). Расположена в рионе (районе) Сан-Марко на одноимённой площади (Campo San Fantin), где находится церковь Сан-Фантин и театр Ла Фениче. Ныне в здании расположен Венецианский университет наук, литературы и искусств (Ateneo Veneto di Scienze, Lettere ed Arti).

## История
Здание было построено в период между 1592 и 1600 годами по проекту Антонио и Томмазо Контин и Алессандро Витториа, в котором размещалась скуола, основанная в XV веке на базе двух братств: Санта-Мария-делла-Консолационе (Святой Марии Утешения) и Сан-Джироламо (Святого Иеронима). Разместившись в здании поблизости от церкви Сан-Фантин, скуола приняла новое название, специализируясь на предоставлении последних утешений приговорённым к смерти: поэтому её также называли «Школой Доброй Смерти» (Scuola della Buona Morte), или «dei Picai» (на венецианском диалекте означает: «повешенных»).
Скуола действовала до первого десятилетия XIX века, когда она пострадала от наполеоновских репрессий, которые привели к её закрытию; именно тогда многие произведения, находившиеся в капелле скуолы (ныне Аула Магна), были рассеяны или перенесены в другие места, например, статуи, которые ныне находятся в базилике Святых Иоанна и Павла. В соответствии с указом Наполеона от 25 января 1810 года в здании бывшей скуолы в результате слияния Венецианского медицинского общества, Академии Филарети и Венецианской литературной академии 12 января 1812 года был основан Венецианский университет наук, литературы и искусств.

## Архитектура
Скуола представляет собой типичное для архитектуры начала XVII века двухэтажное здание с двухъярусным фасадом, оформленным большими окнами и сдвоенными полуколоннами: внизу ионического ордера, а в верхнем ярусе, что необычно, композитного ордера. Чередующиеся треугольные, лучковые и изогнутые фронтоны, раскрепованные антаблементы и разорванный фронтон наверху придают фасаду барочный характер.
В нише венчающего здание фронтона помещён барельеф распятого Христа. По углам фронтона — три скульптуры: Дева Мария и два ангела.
Большой зал на первом этаже, где ранее располагалась капелла, теперь является конференц-залом (Aula Magna) Венецианского университета наук, литературы и искусств и местом хранения многих произведений искусства. Зал Альберго (Sala dell’Albergo — Зал приюта), на первом этаже теперь представляет собой читальный зал библиотеки. Большой зал украшен картинами Бальдассарe д’Анны (Ecce Homo) и Леонардо Короны (Страсти), они украшают заднюю стену с циклом Страстей, а работы Пальмы иль Джоване (Цикл Чистилища, завершённый в 1600 году) укреплены в кессонах деревянного потолка.
В зале также представлены скульптурные работы Алессандро Витториа. Над входами размещены другие живописные произведения XVII века: «Блудный сын» и «Добрый самаритянин», картины Антонио Дзанки.
Около 1664 года был добавлен малый зал («альберго пикколо»), ныне «Зал Томмазео», в котором находятся бюсты Якопо Бернарди и Даниэле Манина. Зал посвящен Никколо Томмазео. Скуола хранит множество других произведений живописи: за исключением «Двух сивилл» 1580 года Пальмы иль Джоване и «Ужина в доме фарисея» XVIII века Франческо Фонтебассо, все они относятся к XVII веку: работы Антонио Дзанки («Страшный суд», «Иисус, изгоняющий торговцев из храма»), Бернардо Строцци («Давид и Исайя»), Эрманно Цереста («Воскрешение Лазаря») и Джованни Сегалы («Исцеление одержимого»).

## Библиотека
На верхнем этаже находится библиотека, насчитывающая более 50 000 томов, включая редкие старинные издания медицинских книг. Читальный зал библиотеки украшен картинами Тинторетто: «Иоанн Богослов и Святой Марк», «Явление Девы Марии святому Иерониму» и «Получение святым Иеронимом даров от торговцев», «Вознесение Девы Марии» (Ассунта), «Встреча Марии и Елизаветы», «Поклонение волхвов», «Представление в храме», «Бегство в Египет», «Христос среди Учителей» и «Крещение Христа» Паоло Веронезе.

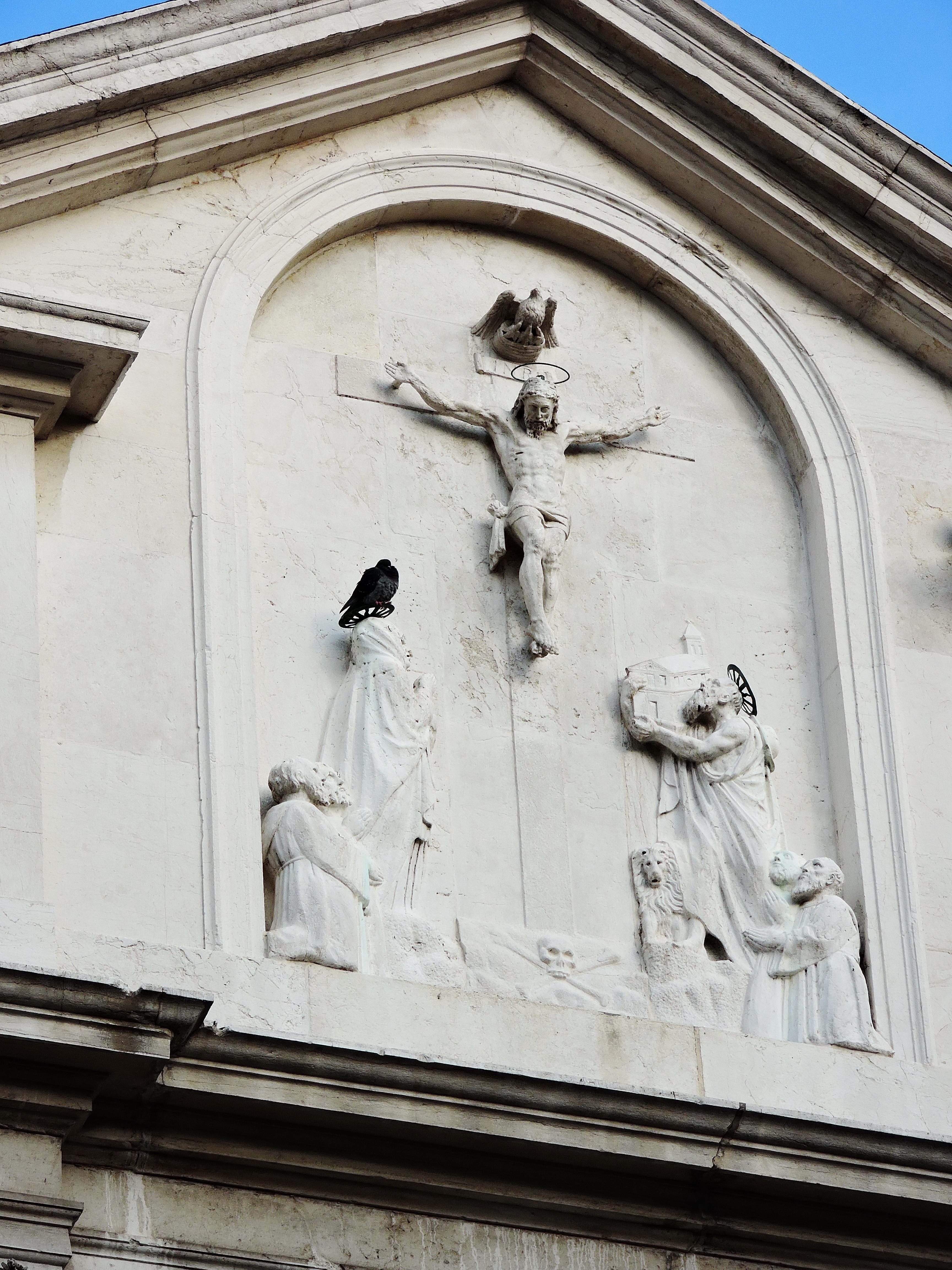
Распятие. Барельеф фасада
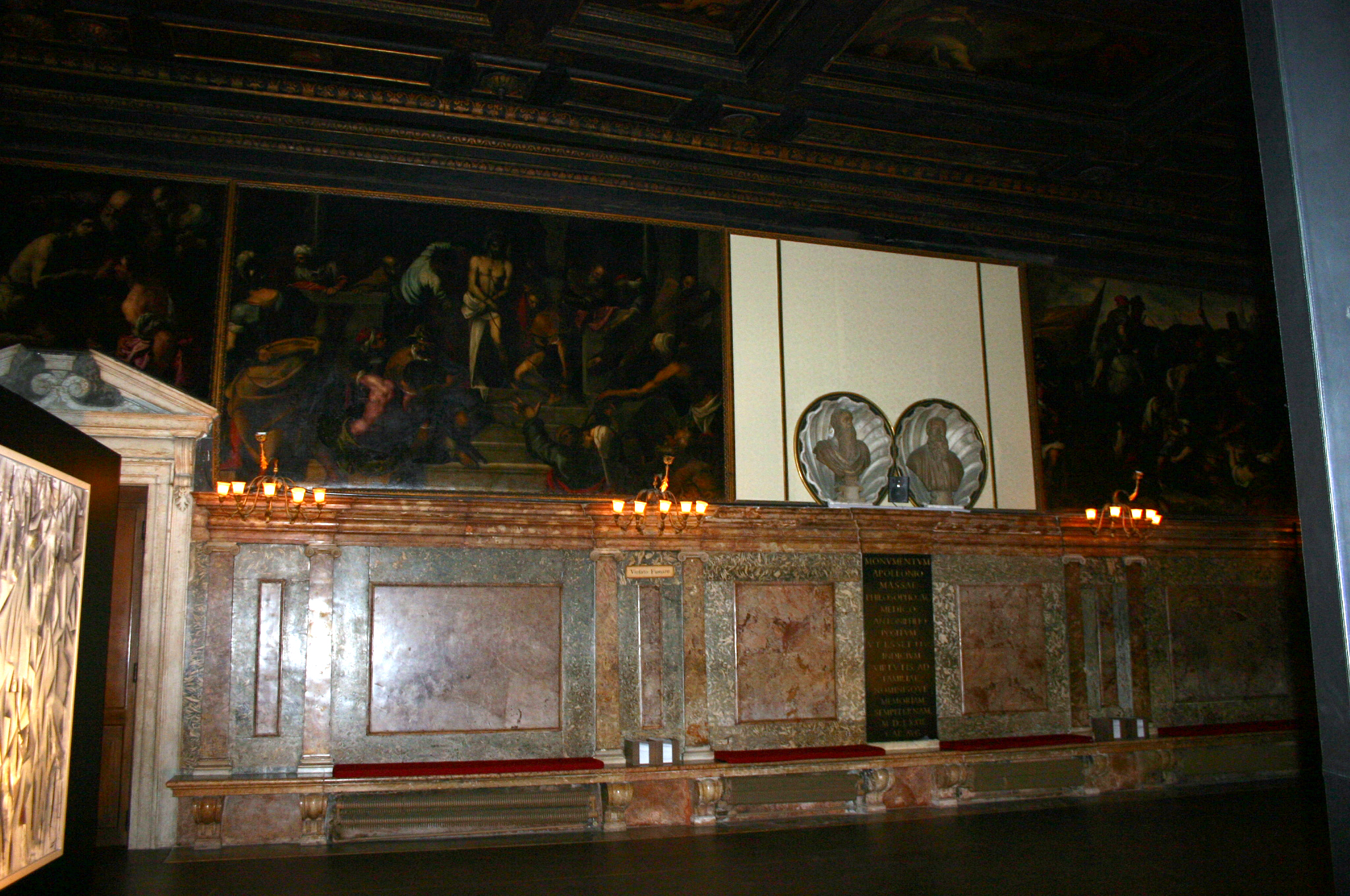
Большой зал (Аула Магна)
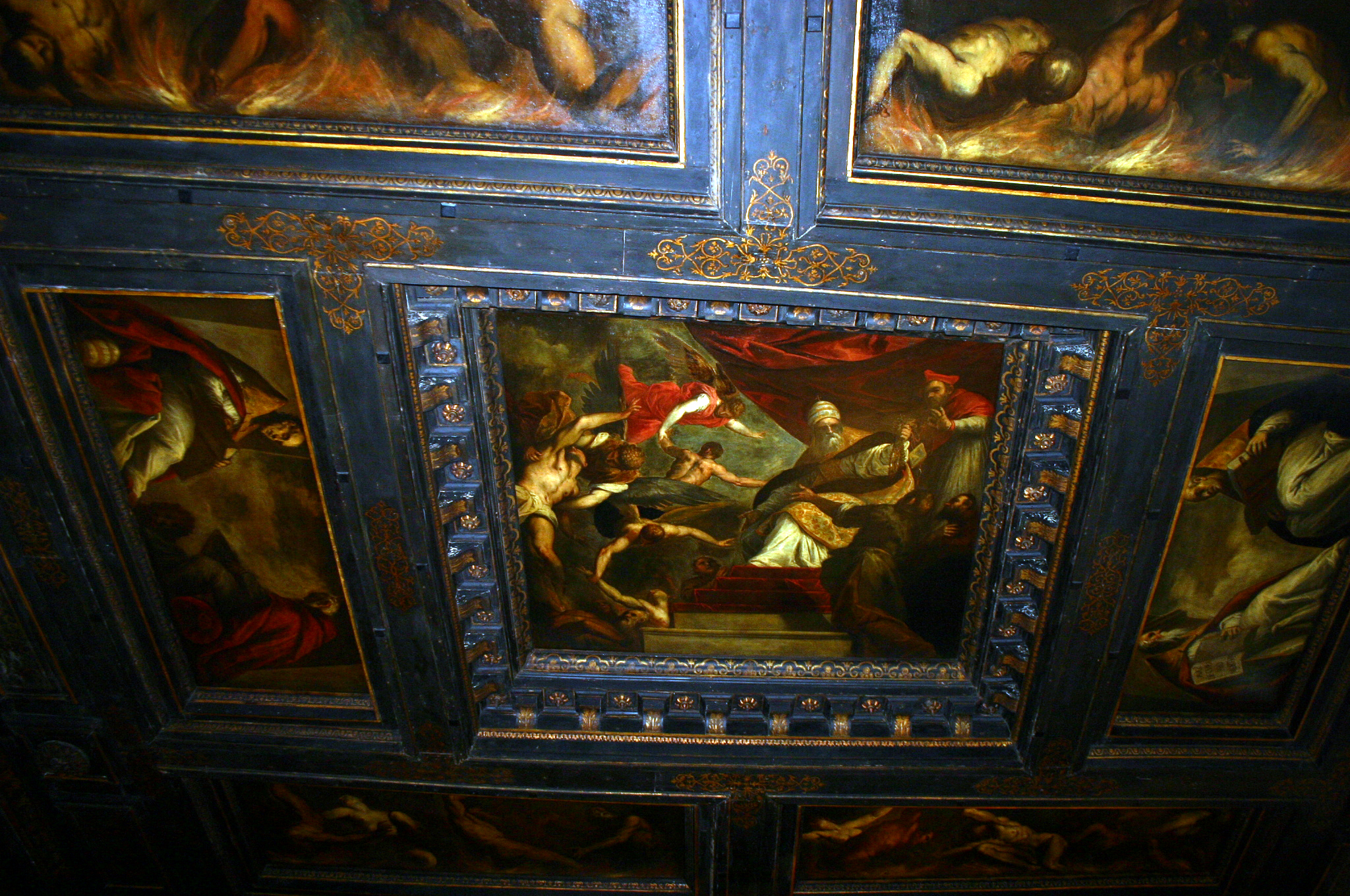
Аула Магна. Кессоны плафона. Роспись Пальмы иль Джоване. Избрание душ в Чистилище. 1600
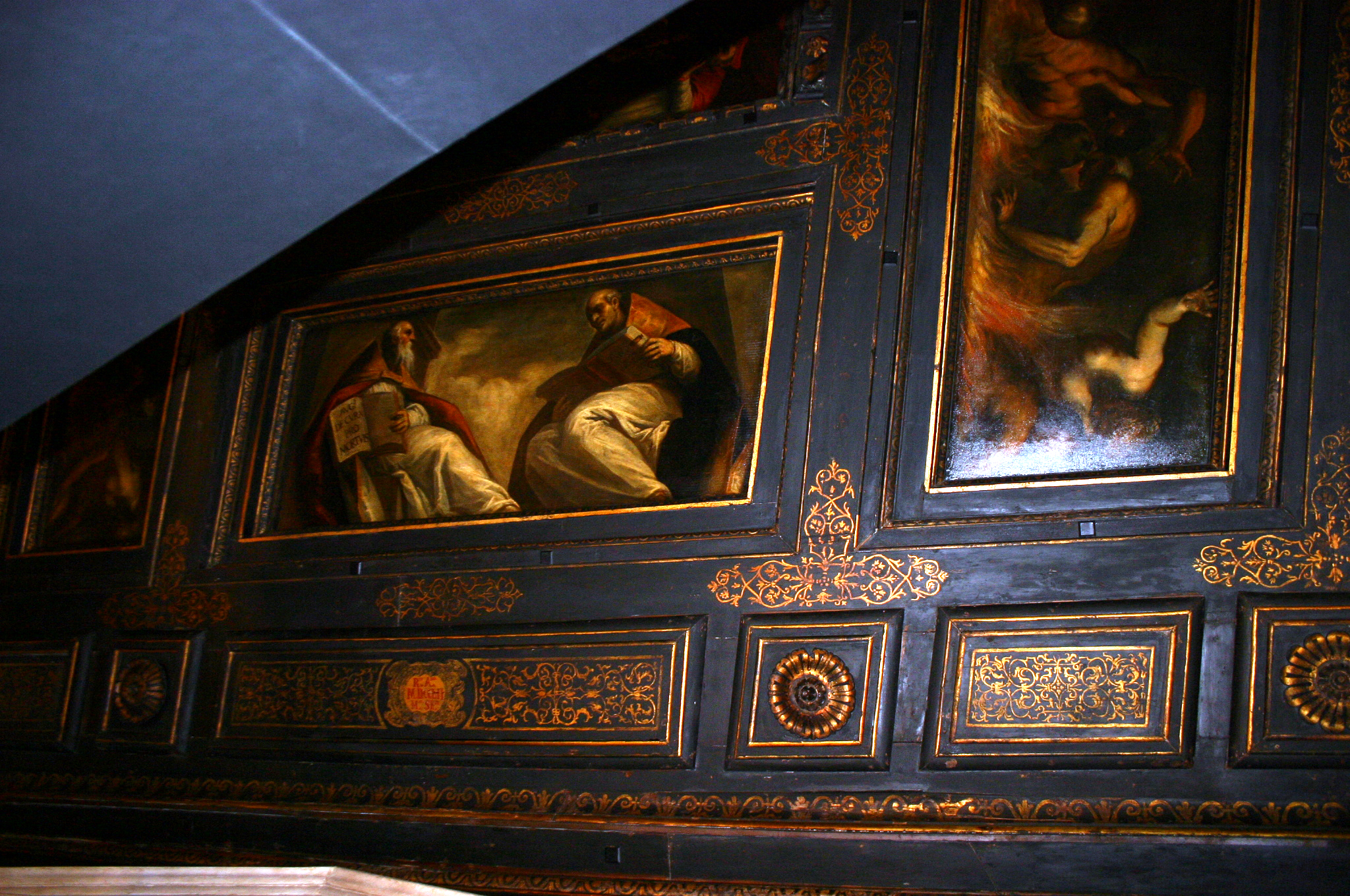
Пальма иль Джоване. Учителя Церкви. Аула Магна. 1600
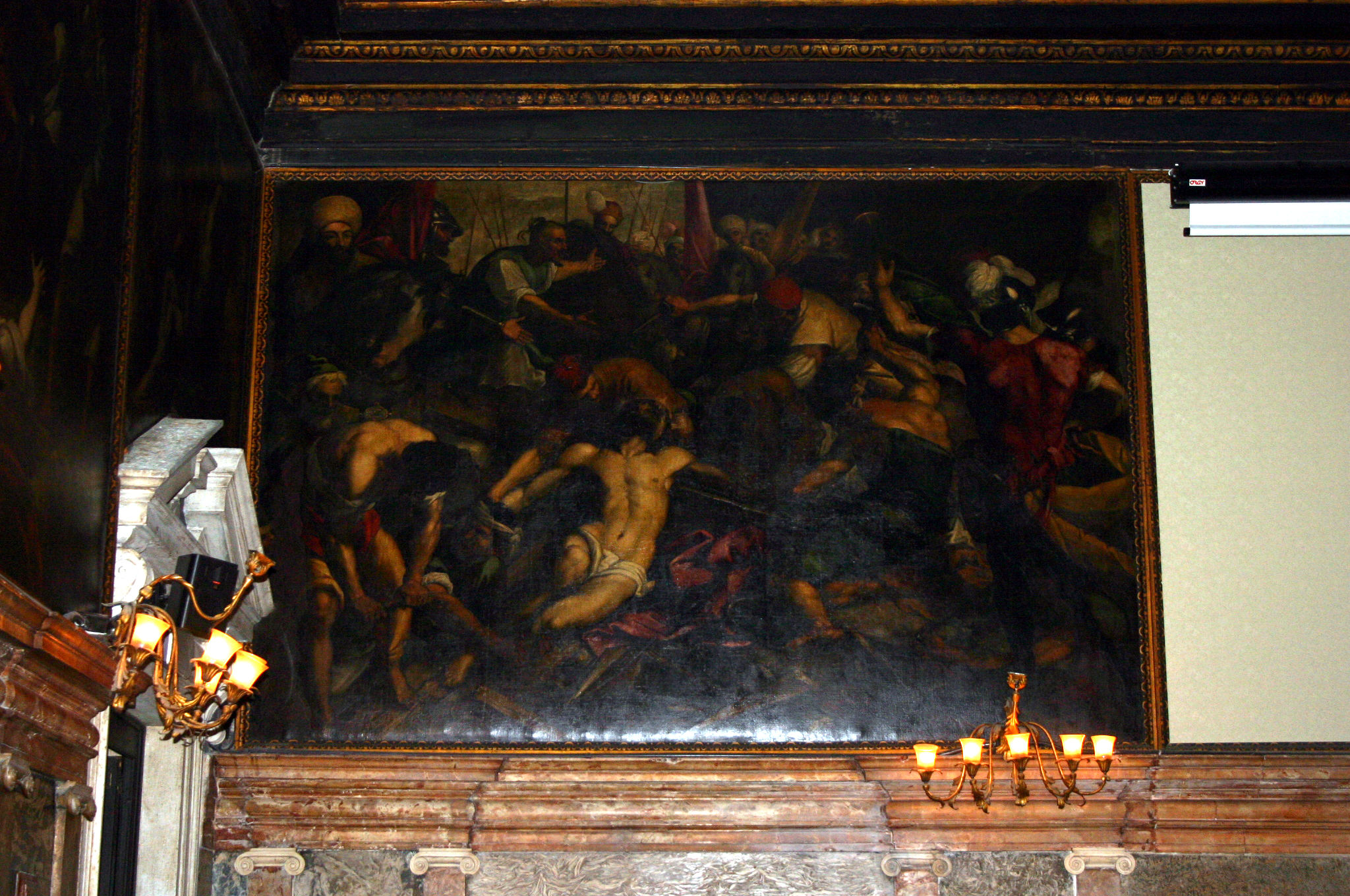
Л. Корона. Страсти Христа. Аула Магна. 1600
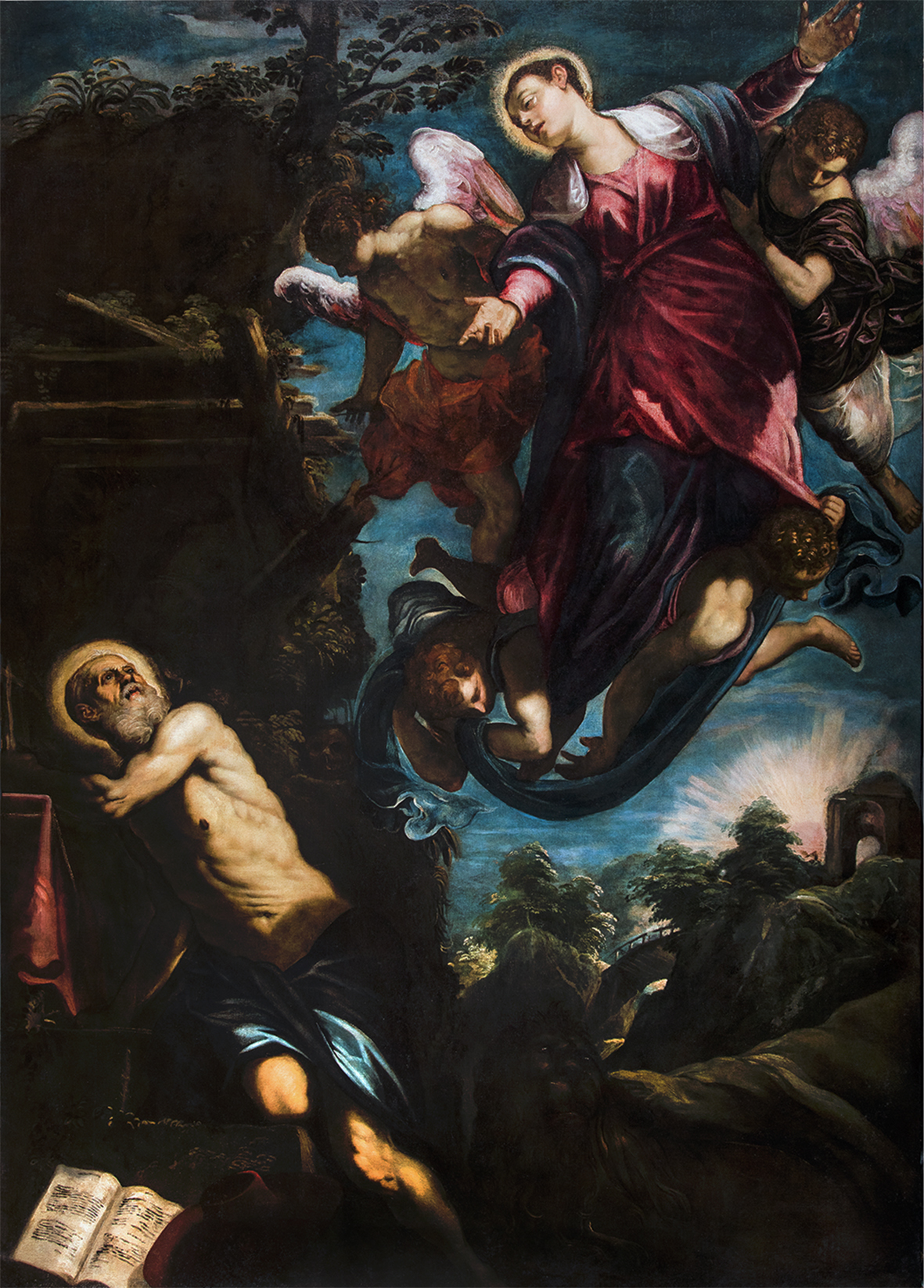
Tинторетто. Явление Девы Марии святому Иерониму. 1582—1583. Холст, масло. Читальный зал библиотеки
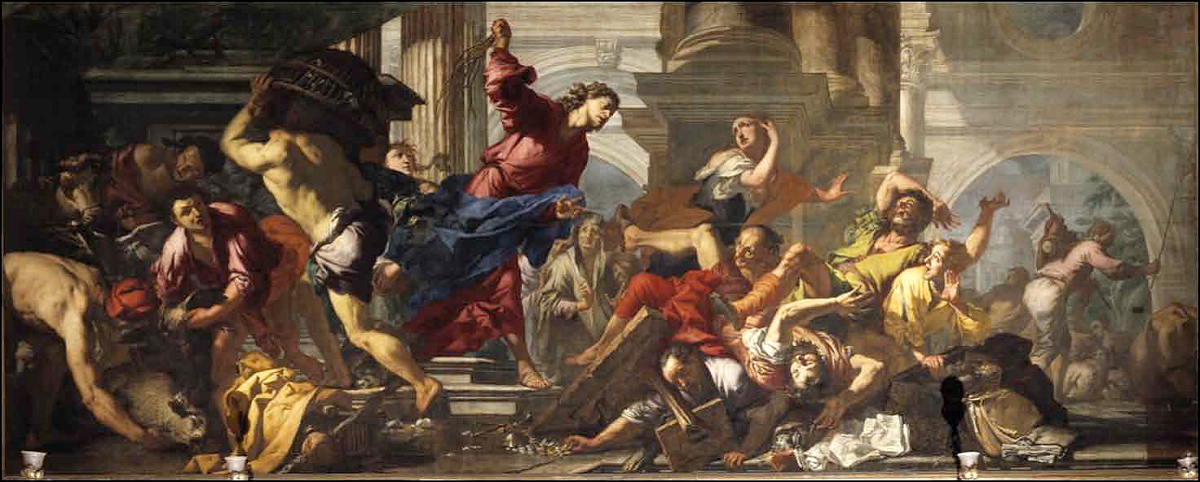
А. Дзанки. Иисус, изгоняющий торговцев из храма. 1667. Холст, масло